# Comté de Grady (Géorgie)
Pour les articles homonymes, voir Comté de Grady.
Le comté de Grady est un comté situé au sud de l'État de Géorgie aux États-Unis. Le siège du comté est Cairo. Selon le recensement de 2000, sa population est de 23 659 habitants et en 2005 elle est estimée à 24 466 habitants. Le comté a été fondé en 1905 et doit son nom à Henry W. Grady, journaliste et orateur.

## Comtés adjacents
- Comté de Mitchell (nord)
- Comté de Thomas (est)
- Comté de Leon, Floride (sud)
- Comté de Gadsden, Floride (sud-ouest)
- Comté de Decatur (ouest)

## Démographie
| 1910   | 1920   | 1930   | 1940   | 1950   | 1960   |
| ------ | ------ | ------ | ------ | ------ | ------ |
| 18 457 | 20 306 | 19 200 | 19 654 | 18 928 | 18 015 |

| 1970   | 1980   | 1990   | 2000   | 2010   | - |
| ------ | ------ | ------ | ------ | ------ | - |
| 17 826 | 19 845 | 20 279 | 23 659 | 25 011 | - |

## Principales villes
- Cairo
- Whigham